# جوزپه بونو
جوزپه بونو (ایتالیایی: Giuseppe Bonno؛ ‏ ۲۹ ژانویهٔ ۱۷۱۱ – ۱۵ آوریل ۱۷۸۸) آهنگساز، موسیقی‌دان و رهبر ارکستر ایتالیایی‌الاصل اهل اتریش بود. وی از سال ۱۷۷۴ رهبر ارکستر دربار یوزف دوم، امپراتور مقدس روم بود و تعداد فراوانی نیز اوراتوریو و مَـس ساخت.